# Xoài thanh ca
Xoài thanh ca (danh pháp khoa học: Mangifera mekongensis) là một loài thực vật thuộc họ Anacardiaceae. Đây là loài đặc hữu của vùng đồng bằng sông Cửu Long (Mekong) thuộc miền Nam Việt Nam. Quả xoài dài, đầu hơi cong lại, thịt thơm ngon. Khi ăn thì lột vỏ rồi mút cho hết phần thịt nên còn gọi là xoài mút.